# John Leland (Baptist)

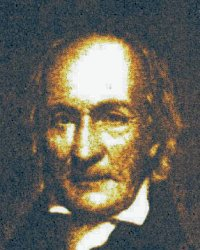
John Leland

John Leland (Pseudonym Jack Nips; * 14. Mai 1754 in Grafton; † 14. Januar 1841 in North Adams) war ein amerikanischer Baptistenpastor und Erweckungsprediger, der sich unter anderem als Lobbyist und Publizist für die Religionsfreiheit im Sinne Thomas Jeffersons einsetzte.
Es ging zum Teil auf Lelands Einfluss zurück, dass der spätere US-Präsident James Madison die Verfassung der Vereinigten Staaten um eine Bill of Rights erweitern ließ.

## Frühes Leben
Lelands Eltern waren Kongregationalisten, die den Sohn mit drei Jahren zum ersten Mal taufen ließen. Ab 1772 spürte er einen inneren Ruf, sich ernsthaft mit dem christlichen Glauben zu beschäftigen. Predigten von Baptisten – insbesondere die des späteren Universalisten Elhanan Winchester – zogen ihn an. 1774 ließ er sich durch Noah Alden erneut taufen und schloss sich dessen Baptistengemeinde in Bellingham an. Diese Gemeinde erteilte ihm 1775 die Predigtbefugnis. Im Herbst 1776 heiratete er Sally Devine und zog mit ihr nach Virginia.

## Virginia (1776–1790)

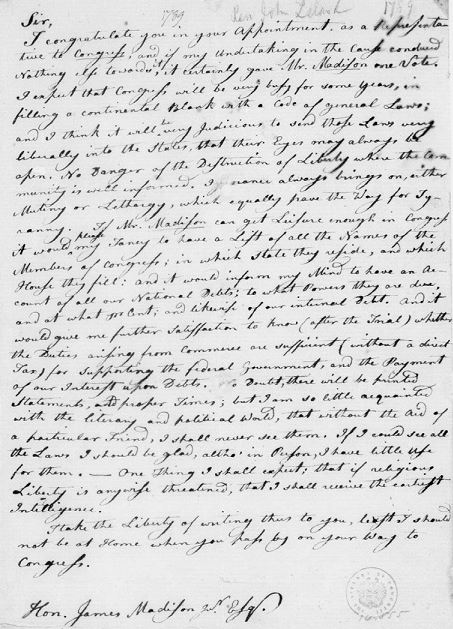
Brief Lelands an James Madison (1789)

### Erweckungsprediger
Nach einem gescheiterten Start in Culpeper ließ sich die Familie Leland 1778 in Orange County nieder. Neben vielen Predigtreisen, die John Leland unter anderem bis nach South Carolina führten, betreute er die Baptistengemeinden in Orange (Louisa), Culpeper und Spotsylvania. Er wurde zu einem der populärsten Prediger Virginias.
Auch an der zweiten sogenannten Großen Erweckung, die unter den Baptisten in der Piedmont-Region Virginias bereits um 1785 begann, war Leland beteiligt. Allein in den Jahren 1787/1788 taufte er um die vierhundert Personen.

### Lobbyist bei derVirginia General Assembly
1784 erhielt die Episkopalkirche, die aus der anglikanischen Staatskirche der Kolonialzeit hervorgegangen war, als einzige Religionsgemeinschaft den Körperschaftsstatus. Im Anschluss daran sollte die Kirchensteuer wieder eingeführt und der jeweiligen Glaubensgemeinschaft des Steuerpflichtigen zugeführt werden. Sowohl Madison, der 1809 zum vierten Präsidenten der Vereinigten Staaten gewählt werden sollte, als auch die Baptisten stellten sich gegen diese Pläne. Durch Madisons Memorial and Remonstrance, die 1.552 Unterstützer fand, und eine gut koordinierte Unterschriftenkampagne der Baptisten wurde dieses Gesetzesvorhaben gestoppt. Man darf davon ausgehen, dass Leland an dieser vom baptistischen Generalkomitee initiierten Aktion beteiligt war. Madison brachte im Anschluss an die Unterschriftenkampagne wieder Jeffersons Statut zur Einrichtung der Religionsfreiheit ins Gespräch. Dieses erlangte Anfang 1786 Gesetzeskraft.
Nach Jeffersons Statut sollten alle Religionsgemeinschaften gleichgestellt sein. Aus baptistischer Sicht war es deshalb ein Unrecht, dass die Episkopalkirche nach wie vor über das Vermögen der ehemaligen Staatskirche verfügte. Dieses Vermögen (unter anderem Kirchengebäude, sakrale Geräte, Pfarrgüter) sei durch die Besteuerung aller Bürger entstanden und müsse deshalb an die Allgemeinheit zurückgegeben werden. Mit dieser Forderung starteten die Baptisten eine längere Kampagne, die erst 1802 zu einem Teilerfolg führte. Jedes Pfarrgut musste bei der nächsten Pfarrvakanz in der jeweiligen episkopalen Ortsgemeinde zugunsten der öffentlichen Armenfürsorge veräußert werden. Leland war zwischen 1786 und 1790 einer der Lobbyisten, die das Anliegen der Kampagne bei der Virginia General Assembly vertraten.

### Ratifizierung und die Bill of Rights
Die US-Verfassung musste von den Staaten ratifiziert werden. In Virginia hing vieles davon ab, ob James Madison im Ratifizierungskonvent die Verfassung verteidigen würde. Aber gerade in seinem Wahlkreis Orange gab es starke Opposition – auch von den dort zahlreichen Baptisten. Obwohl sie grundsätzlich für die Verfassung waren, beharrten die Baptisten aufgrund der Benachteiligung im Kolonialreich auf einer Bill of Rights. Madison hatte bis dahin jeden Ruf danach für einen Versuch gehalten, die Verfassung zu Fall zu bringen. Leland wohnte in Orange, und 1788 war er der einflussreichste Baptist Virginias.
Auch wenn kein unbestreitbarer Beleg für das Treffen vorliegt, gehen Forscher davon aus,
dass Madison Leland im März 1788 besuchte. Das Ergebnis: Madison wurde in den Ratifizierungskonvent gewählt und sah jetzt ein, dass nach der Ratifizierung der Verfassung die Bill of Rights folgen sollte. Auch bei Madisons Wahl zum 1. Kongress, wo er die Bill of Rights einbrachte, sorgten die Baptisten Leland und George Eve für Madisons Wahl, obwohl Patrick Henry die Grenzen des Wahlkreises bewusst zu Madisons Ungunsten hatte ziehen lassen.

## Neuengland (1790–1841)
Im März 1790 zog Leland mit seiner Ehefrau und den acht Kindern von Virginia nach Neuengland um. Nach einem Jahr in Connecticut wechselten sie nach Massachusetts und wohnten ab Februar 1792 in Cheshire.

### Pastor in Cheshire
1792 wurde er Pastor der Baptistengemeinde in Cheshire. Nach einer Predigtreise nach Virginia 1797–98 trat er als Pastor dieser Gemeinde zurück, predigte aber dort weiterhin. Der Grund für seinen Rücktritt als Pastor war, dass er zur Enttäuschung einiger Gemeindemitglieder aufgehört hatte, das Abendmahl zu feiern. Seine Begründung war, dass er nie erlebt hatte, dass jemand gerade beim Abendmahl bekehrt wurde. Er unternahm weiterhin zahlreiche Predigtreisen.

### Publizist
Da der 1. Zusatzartikel zunächst nur auf Bundesebene galt, musste in jedem einzelnen Bundesstaat um die Religionsfreiheit gekämpft werden. In Massachusetts und Connecticut stellten die Kongregationalisten die Staatskirche dar. Nur andere Protestanten konnten sich von der Kirchensteuer befreien, und das nur unter strengen Auflagen.
Mit einer Reihe von Flugblättern warb Leland für die Gleichsetzung aller Religionsgemeinschaften. Vermutlich noch in Connecticut entstand The Rights of Conscience Inalienable, das Argumente aus Jeffersons Betrachtungen über den Staat Virginia auf ansprechende Weise wiedergab. Insbesondere sagt Leland, dass jeder frei sein sollte, je nach seinem Glauben einen Gott, drei Götter, keinen Gott oder zwanzig Götter anzubeten.
Unter dem Pseudonym Jack Nips griff er in The Yankee Spy die Erklärung der Rechte an, wonach protestantische Religionslehrer durch Steuermittel finanziert werden sollten. Leland wollte, dass Heiden, Juden, Moslems und Christen aller Konfessionen gleich behandelt werden. Ferner widersprach er dem Vorwurf, dass die vollständige Religionsfreiheit zu Anarchie führen würde.
Nach einem Gerichtsbeschluss, der die Predigtbefugnis für Dissenter-Pastoren in Frage stellte, reagierte Cheshire und wählte Leland im Mai 1811 zum General Court. 1833 durfte er die Abschaffung der Staatskirche in Massachusetts noch erleben.

### Mammut-Käse
Leland unterstützte Jeffersons Demokratisch-Republikanische Partei und überzeugte fast alle Wähler in Cheshire. Dass die Republikaner bei der Gouverneurswahl 1806 „nur“ mit 191 Stimmen zu 3 in Cheshire gewannen, war für den Zeitraum 1800–1808 sogar ein schlechtes Ergebnis.
Am Neujahrstag 1802 war Leland im Weißen Haus, um Präsident Jefferson ein Geschenk der republikanischen Milchbauern-Ehefrauen von Cheshire zu überreichen: ein riesiges Käse-Rad, das bei der Herstellung 558 kg gewogen hatte. Auf dem Weg nach Washington waren viele Schaulustige gekommen, um diesen Mammut-Käse zu sehen; Leland sagte, dass er den ganzen Weg hin und zurück gepredigt hatte. Während Lelands kurzem Washington-Aufenthalt verfasste Jefferson jenen Brief an die Baptisten von Danbury, der Roger Williams’ Metapher einer Trennmauer zwischen Kirche und Staat aufgriff und bei einigen Grundsatzentscheidungen des Obersten Gerichtshofs im 20. Jahrhundert eine wesentliche Rolle spielte. Für einige Föderalisten dagegen war Leland ein ungebildeter Clown.

### Letzte Jahre
In Virginia hatten die Baptisten gelernt, sich politisch durchzusetzen. Damals ging es um Religionsfreiheit für alle, und Leland war einer ihrer erfolgreichsten Aktivisten. Später aber wollten die Baptisten und andere Protestanten ihre kulturellen Werte für alle Amerikaner gesetzlich festschreiben – und diesmal war Leland dagegen. Er verurteilte die aufkommenden Missionsgesellschaften, denn aus seiner Sicht ging es hier zu viel um Geld und zu wenig um den einfachen Glauben. Später argumentierte er gegen die Aussetzung des Postdienstes an Sonntagen.
Für ihn war staatliche Unterstützung schädlicher für das Christentum als Verfolgung.
In Virginia war er entschlossener Abolitionist und verfasste einen dramatischen Aufruf zur Abschaffung der Sklaverei. In Virginia waren Afro-Amerikaner bei den Gottesdiensten der Baptisten willkommen – auch wenn Leland fand, dass sie schlechte Prediger waren. Auch wenn er Abolitionist blieb: in seinen späteren Jahren vertrat er eine viel mildere Form und strebte eine Konsenslösung an.

## Werke
- The rights of conscience inalienable, and therefore religious opinions not cognizable by law. Or, the high-flying church-man, stript of his legal robe, appears a Yaho. T. Green & Son, New-London 1791, LCCN 03-005611 (classicliberal.tripod.com [abgerufen am 17. November 2015]).
- A circular letter of valediction, on leaving Virginia. 1791 (quod.lib.umich.edu [abgerufen am 17. November 2015]).
- Jack Nips: The Yankee spy. Calculated for the religious meridian of Massachusetts, but will answer for New Hampshire, Connecticut, and Vermont, without any material alterations. John Asplund, Boston 1794, LCCN 09-020795 (name.umdl.umich.edu [abgerufen am 15. November 2015]).
- Van Tromp lowering his peak with a broadside. Containing a plea for the Baptists of Connecticut. Stiles Nichols, Danbury 1806 (Nicht in Greenes „The writings of the late Elder John Leland“; verfügbar über Readex als „Shaw & Shoemaker 10715“).
- L. F. Greene (Hrsg.): The writings of the late Elder John Leland. Including some events in his life written by himself with additional sketches, & c. G. W. Wood, New York 1845, LCCN unk83-029614 (archive.org [PDF; 39,4 MB; abgerufen am 15. November 2015]).